# Aprostocetus animus
Aprostocetus animus är en stekelart som beskrevs av Girault 1917. Aprostocetus animus ingår i släktet Aprostocetus och familjen finglanssteklar. Inga underarter finns listade i Catalogue of Life.